# Драудынь, Мартын
Мартын Драудынь (— 27 января 1918) — Красногвардеец, рабочий завода «Мотор» (г. Москва)

## Биография
Латыш. В 1915 году вместе с эвакуированным заводом из Риги переехал в Москву.
Во время октябрьских боёв был членом штаба Красной гвардии Даниловского подрайона. Участвовал в выбитии юнкеров с Крымского моста, а затем в наступлении на штаб Московского военного округа.
В ночь на 16 января 1918 года рабочие и солдаты Киева подняли восстание против Украинской Центральной рады. На помощь киевским рабочим был направлен отряд красногвардейцев. 26 января Киев был очищен от петлюровцев. 27 января 1918 года на эшелон, где ехал Драудынь напали гайдамаки. Он был схвачен и расстрелян.
В газете «Известиях Московского Совета» 22 февраля 1918 года было напечатано, что Мартын Драудынь «в борьбе за право рабочего люда пал смертью героя под Киевом».
Тело было доставлено в Москву и похоронено у Кремлёвской стены.